# Bahnstrecke Burnham Junction–Belfast
| Gesellschaft: | Belfast & Moosehead Lake Railroad |                     |                     |
| Streckenlänge: | 53,22 km                          |                     |                     |
| Spurweite: | 1435 mm (Normalspur)              |                     |                     |
| |                                   |                     |                     |
| Gleise: | 1                                 |                     |                     |
| \| \| \| \| \| \| \| \| von Cumberland \| \| \| \| 0,00 \| Burnham Junction ME \| Burnham Junction ME \| \| \| \| nach Bangor \| \| \| \| \| Sebasticook River \| \| \| \| 5,84 \| Winnecook ME \| Winnecook ME \| \| \| 13,07 \| Unity ME \| Unity ME \| \| \| 18,78 \| Thorndike ME \| Thorndike ME \| \| \| 23,50 \| Knox ME \| Knox ME \| \| \| 30,60 \| Forbes ME \| Forbes ME \| \| \| 33,47 \| Brooks ME \| Brooks ME \| \| \| 41,71 \| Waldo ME \| Waldo ME \| \| \| 44,90 \| Sargents ME \| Sargents ME \| \| \| 49,74 \| City Point ME \| City Point ME \| \| \| 53,22 \| Belfast ME \| Belfast ME \| |                                   |                     |                     |
| |                                   |                     |                     |
| Strecke |                                   | von Cumberland      | von Cumberland      |
| Dienststation / Betriebs- oder Güterbahnhof | 0,00                              | Burnham Junction ME | Burnham Junction ME |
| Abzweig geradeaus, nach links und von links |                                   | nach Bangor         | nach Bangor         |
| Brücke über Wasserlauf |                                   | Sebasticook River   | Sebasticook River   |
| ehemaliger Haltepunkt / Haltestelle | 5,84                              | Winnecook ME        | Winnecook ME        |
| Bahnhof | 13,07                             | Unity ME            | Unity ME            |
| Dienststation / Betriebs- oder Güterbahnhof | 18,78                             | Thorndike ME        | Thorndike ME        |
| ehemaliger Bahnhof | 23,50                             | Knox ME             | Knox ME             |
| ehemaliger Haltepunkt / Haltestelle | 30,60                             | Forbes ME           | Forbes ME           |
| ehemaliger Bahnhof | 33,47                             | Brooks ME           | Brooks ME           |
| ehemaliger Bahnhof | 41,71                             | Waldo ME            | Waldo ME            |
| ehemaliger Haltepunkt / Haltestelle | 44,90                             | Sargents ME         | Sargents ME         |
| Kopfbahnhof Strecke ab hier außer Betrieb | 49,74                             | City Point ME       | City Point ME       |
| Kopfbahnhof Streckenende (Strecke außer Betrieb) | 53,22                             | Belfast ME          | Belfast ME          |

Die Bahnstrecke Burnham Junction–Belfast (bis 1926 Belfast Branch) ist eine Eisenbahnstrecke in Maine (Vereinigte Staaten). Sie ist rund 53 Kilometer lang. Die normalspurige Strecke gehört mit Ausnahme eines Abschnitts im Stadtgebiet von Belfast dem Staat Maine. Auf einem Großteil der Strecke wird Personenverkehr für Ausflügler angeboten.

## Geschichte

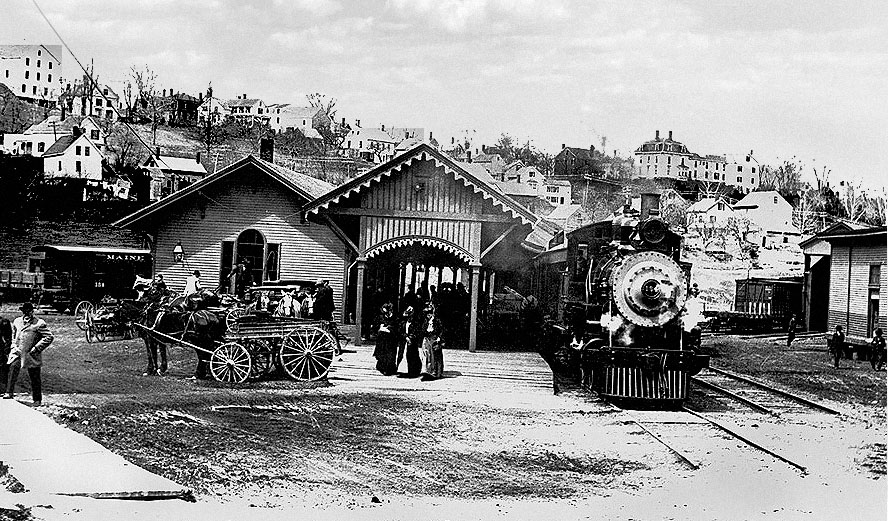
Bahnhof Belfast um 1900

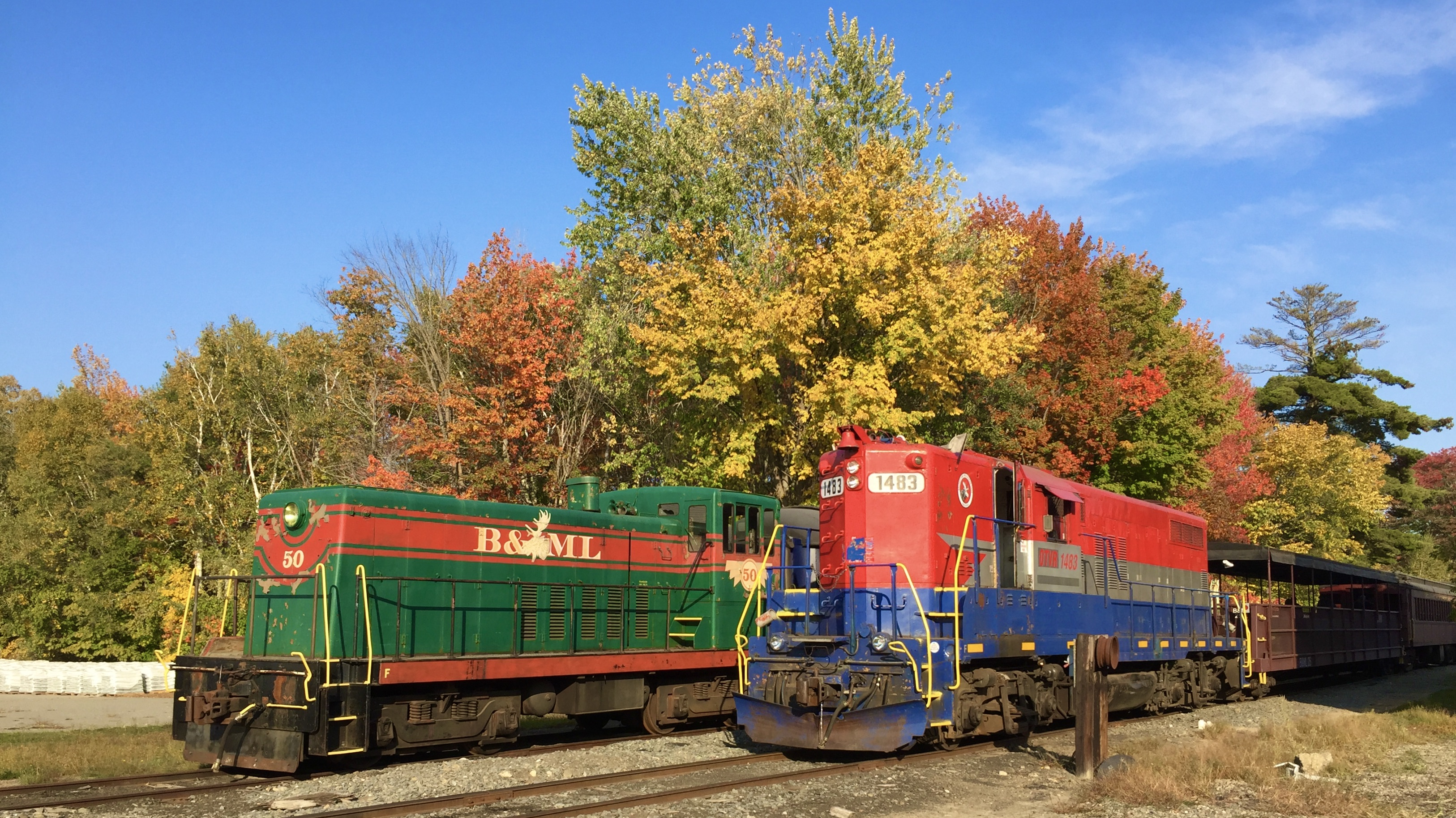
Ausflugszüge im Jahr 2020

Um die Hafenstadt Belfast an das Eisenbahnnetz anzubinden und so die Verschiffung von Holz zu ermöglichen, wurde 1867 die Belfast and Moosehead Lake Railroad gegründet. Von den zwei zur Auswahl stehenden Verknüpfungspunkten bei Burnham und bei Kendall’s Mills wählte man Burnham, da an den Orten, die an der dorthin projektierten Strecke liegen, ein höheres Beförderungsaufkommen zu erwarten war. Die 53,2 Kilometer lange normalspurige Strecke wurde am 23. Dezember 1870 fertiggestellt und am 10. Mai 1871 offiziell eröffnet. Die Maine Central Railroad führte von Anfang an den Betrieb und hatte die Strecke gepachtet.
Am 2. Januar 1926 lief der Pachtvertrag aus und die Betriebsführung auf der durch mangelnde Unterhaltung seitens der Maine Central Railroad maroden Strecke ging an die Belfast&Moosehead Lake. Neben Passagieren wurden hauptsächlich Futtermittel und Holz nach Belfast und Fischerei- und Geflügelprodukte nach Burnham Junction transportiert. Im Dezember 1948 verkehrte der letzte dampfbetriebene Zug. Bereits seit 1946 waren GE 70-ton-Dieselloks auf der Strecke im Einsatz. Als bereits auf den meisten Nebenstrecken Nordamerikas der Personenverkehr eingestellt war, verkehrte erst am 9. März 1960 der letzte Personenzug nach Belfast. Auch der Transport von Post endete an diesem Tag. An der Stelle des Personenbahnhofs in Belfast errichtete die B&ML 1961 eine eigene Futtermühle.
Das einzige schwerere Unglück auf der Strecke ereignete sich im April 1977 bei Streckenkilometer 51,1 in der Nähe von Belfast, als ein Getreidezug entgleiste und fünf Wagen in den Passagassawaukeag River stürzten.
Ab 1987 verkehrten auf der Strecke Ausflugszüge für Touristen. Am 9. Juni 2005 endete der Güterverkehr und die verbliebenen Fahrzeuge wurden an den neu gegründeten Verein Belfast & Moosehead Lake Railroad Preservation Society verkauft. Der Bundesstaat Maine erwarb die Streckeninfrastruktur mit Ausnahme des Abschnitts City Point–Belfast, der durch die Stadt Belfast gekauft wurde. Am 5. Februar 2008 kündigte der Verein an, den Betrieb einzustellen und das Rollmaterial zu verkaufen.
Im Februar 2009 schloss die 2008 gegründete gemeinnützige 501(c)-Organisation Brooks Preservation Society mit dem Bundesstaat Maine eine Vereinbarung zur Wiederaufnahme des saisonalen Personenverkehrs, die schrittweise in den folgenden Jahren erfolgte. Die Betreibergesellschaft tritt unter dem Namen der ursprünglichen Betreibergesellschaft als Belfast & Moosehead Lake Railroad auf.
Die Nutzung des Streckenabschnitts City Point–Belfast endete im Spätherbst 2012 auf Veranlassung der Stadt Belfast. Dieses Teilstück wurde in den folgenden Jahren auch formal stillgelegt, abgebaut und zu einem Rad- und Spazierweg umgestaltet.

## Personenverkehr
Der Fahrplan vom 28. September 1913 sah drei werktägliche Personenzugpaare vor, die zwischen Burnham Junction und Belfast verkehrten und Anschluss von und nach Waterville und Portland hatten. Die Reisezeit betrug 75 Minuten.
Nach dem Fahrplan vom 24. September 1933 gab es damals einen werktäglichen gemischten Zug sowie einen täglichen Personenzug pro Richtung. Die Reisezeit betrug 85 bis 115 Minuten, hatte sich also im Vergleich zu 1913 deutlich erhöht. Grund dürfte die schlechte Gleislage sein, die die B&ML noch aus den Zeiten der Vernachlässigung ihrer Strecke durch die Maine Central hatte. Dieses Fahrplanmuster wurde bis zur Einstellung des Personenverkehrs 1960 beibehalten.
Der zwischen 1987 und Anfang 2008 sowie wieder ab 2009 angebotene Ausflugsverkehr wurde vielfach an die Nachfrage angepasst. Seit 2018 ist Unity Ausgangspunkt der Fahrten, die überwiegend nach City Point und nur gelegentlich Richtung Belfast Junction erfolgen. Sie verkehren ganzjährig überwiegend an Wochenenden.

## Anhang